# Emil Orlik

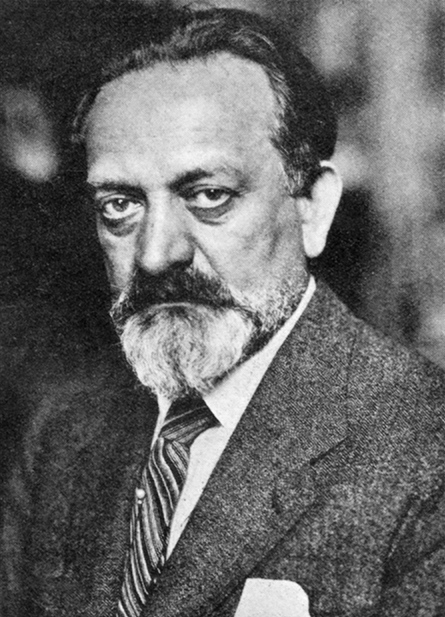
Emil Orlik

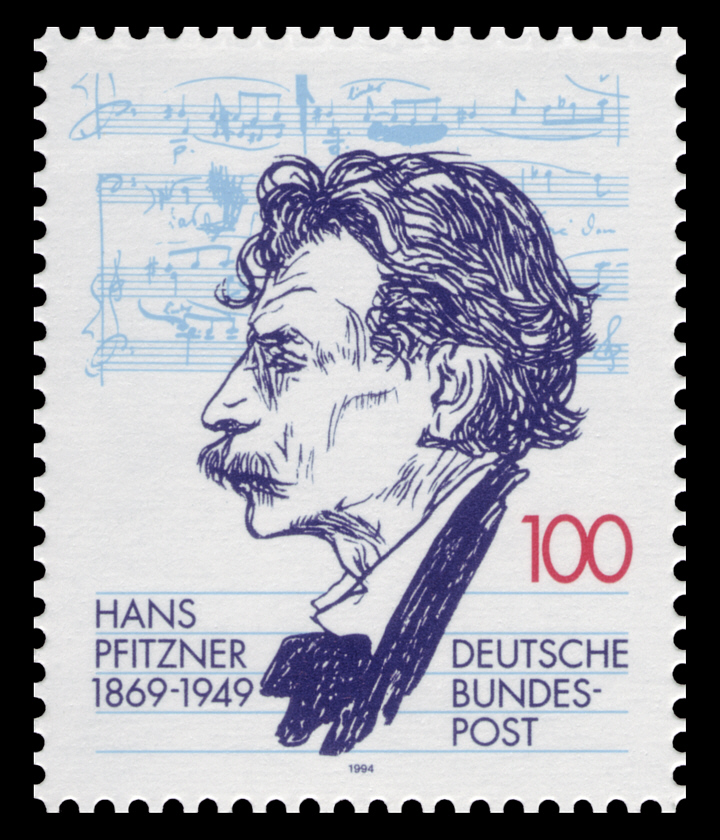
Hans Pfitzner, Deutsche Briefmarke von 1994 nach einer Porträtzeichnung von Emil Orlik

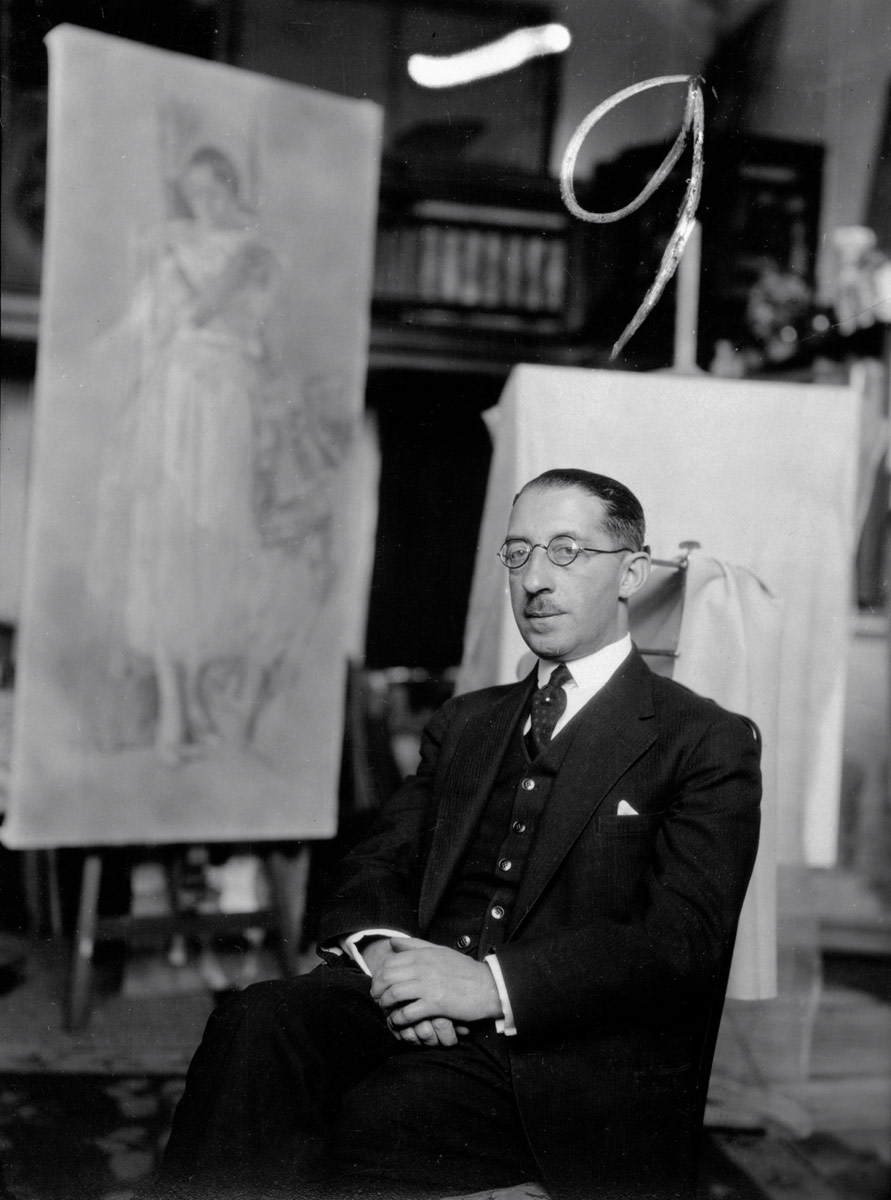
Bernhard Weiß, Foto von Emil Orlik

Emil Orlik (* 21. Juli 1870 in Prag, Österreich-Ungarn; † 28. September 1932 in Berlin) war ein böhmischer Maler, Grafiker, Fotograf, Medailleur und Kunsthandwerker.

## Leben
Orlik war als der jüngster Sohn des Prager jüdischen Schneidermeisters Moritz Orlik (1832–1897) und dessen Ehefrau Anna, geborene Stein (1833–1913).
 Nach dem Abitur 1889 in Prag studierte er von 1889 bis 1893 an der privaten Malschule Heinrich Knirrs in München und an der Akademie der Bildenden Künste München. 1894 kehrte er nach Prag zurück, wo er sich 1897 endgültig mit einem eigenen Atelier etablierte. Entscheidend für seine weitere künstlerische Entwicklung wurde eine Ostasienreise nach Japan von 1900 bis 1901. 1904 zog er nach Wien um. Er war von 1899 bis 1905 Mitglied der Wiener Secession und veröffentlichte in der Secessions-Zeitschrift Ver Sacrum. Nach 1905 wurde Emil Orlik Vorstandsmitglied im Deutschen Künstlerbund.
1905 erhielt Orlik einen Ruf nach Berlin als Professor an der Unterrichtsanstalt des Kunstgewerbemuseums Berlin (ab 1924 Vereinigte Staatsschulen für Freie und Angewandte Kunst). Er wurde dort als Nachfolger des jung verstorbenen Otto Eckmann Leiter der Graphik-Klasse. Zu seinen Schülern zählten George Grosz, Hannah Höch, Oskar Nerlinger, Josef Fenneker, Reinhold Ewald, Carl Schröder, Gustav Berthold Schröter, Erich Schönfeld, Siegward Sprotte, Karl Hubbuch, Paul Berger-Bergner und Gerhard Ulrich (1903–1988). Ab 1906 war Orlik Mitglied der Berliner Secession und beteiligte sich an deren Ausstellungen.
Von 1922 bis zu seinem Tod war er Mitglied der Preußischen Akademie der Künste.
Ab 1915 befanden sich Orliks Wohnung und sein Atelier am Lützowplatz 12 im Ortsteil Berlin-Tiergarten. Von 1919 bis zu seinem Tod war Orliks Schüler Joachim Rágóczy (1895–1975) bei ihm als Sekretär angestellt, dieser half ihm darüber hinaus auch beim Erstellen von Druckgrafik, Fertigstellen von Gemälden und Arrangement von Ausstellungen. Berlin blieb bis zu Orliks Tod sein Wohnort, von dort aus unternahm er fast jährlich Reisen nach Südeuropa, Frankreich und in die Schweiz. Im Jahr 1912 folgte die zweite, ausgedehnte Asienreise, die ihn durch China, Korea und Japan führte. Er starb am 28. September 1932 im katholischen Franziskus-Krankenhaus Berlin, dessen Innere Abteilung damals von János Plesch geleitet wurde, mit dem Orlik eng befreundet war.

## Werk
Orlik war vor allem als Zeichner und Grafiker (Radierungen und Holzschnitte) tätig. Seine Motive umfassen Porträts bedeutender Zeitgenossen, u. a. von Henrik Ibsen, Bernhard Pankok, Gustav Mahler, Hermann Bahr, Max Klinger, Emil Nikolaus von Reznicek, Jakob Wassermann und Rainer Maria Rilke, den er seit 1896 aus Prag kannte. „Die Thematik seiner Werke ist im kleinbürgerlichen und ländlichen Milieu seiner jeweiligen Aufenthaltsorte verwurzelt … Damit sind auch die Themenkreise im Werk Orliks … umrissen: die Folklore, das Landleben, das Mondäne, die Großstadt und ihre Bewohner, das Exotische, die fernen Länder des Orients und Ostasiens.“

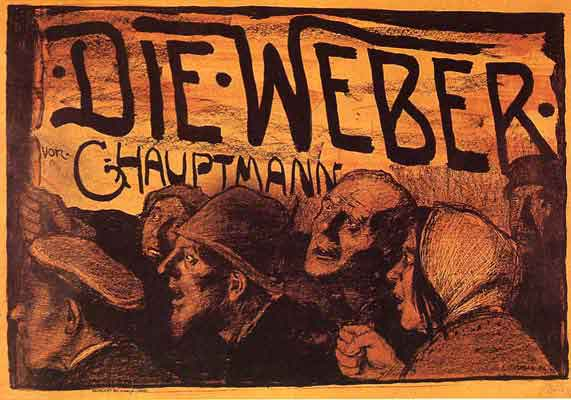
Plakat von Emil Orlik zu Gerhart Hauptmanns Drama Die Weber

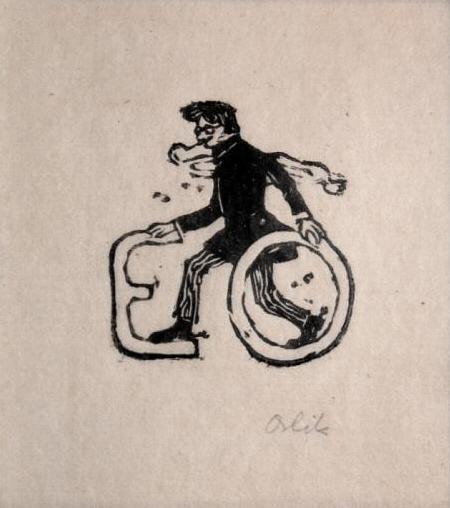
Orliks Exlibris

Orlik entwarf im Auftrag des Kölner Schokoladeproduzenten Ludwig Stollwerck Sammelbilder für Stollwerck-Sammelalben, u. a. die Serie „Rinderbilder“ für das Stollwerck-Sammelalbum No. 5 von 1902. 1917 bis 1918 war Orlik bei der Brest-Litowsk-Konferenz als Pressezeichner beschäftigt.
In Orliks Berliner Zeit entstanden u. a. Porträts von Ernst Barlach, Lovis Corinth, Otto Dix, Käthe Kollwitz, Max Slevogt, Franz Werfel, Rudolf Steiner, Thomas Mann, Albert Einstein, Franz Marc oder Alfred Döblin. In Zusammenarbeit mit Max Reinhardt schuf er für dessen Inszenierungen Bühnenbild- und Kostümentwürfe.
Als Beilagen veröffentlichte die Kunstzeitschrift Pan 1897 kleine Radierungen von Orlik, darunter eine kleinformatige Radierung des Plakates Die Weber zu Gerhart Hauptmanns gleichnamigem Sozialdrama. In einem Brief vom 13. September 1897 an den Dichter verwies er auf die Reproduktion des Plakates in dieser Zeitschrift, das „als Grundstein des deutschen Sozialplakates“ gilt. Von 1897 bis 1901 verwendete die Münchner Kulturzeitschrift Die Jugend immer wieder Grafiken und Bilder Orliks.

## Japonismus
Nach seiner ersten Japan-Reise 1900/01 schuf Orlik Arbeiten, die vom japanischen Farbholzschnitt inspiriert waren. Man zählt ihn daher zu den Künstlern des Japonismus. Orlik unternahm auch Reisen nach China, Russland und Ägypten.
Orlik sammelte Kunstwerke aus dem Fernen Osten und war 1909 Leihgeber zur Ausstellung „Japan und Ostasien in der Kunst“.

## Sonstiges
2018 wurde in der Roten Burg in Aachen das (private) Museum Büchel eröffnet, das ausschließlich Werke von Emil Orlik beherbergt.

## Bildauswahl

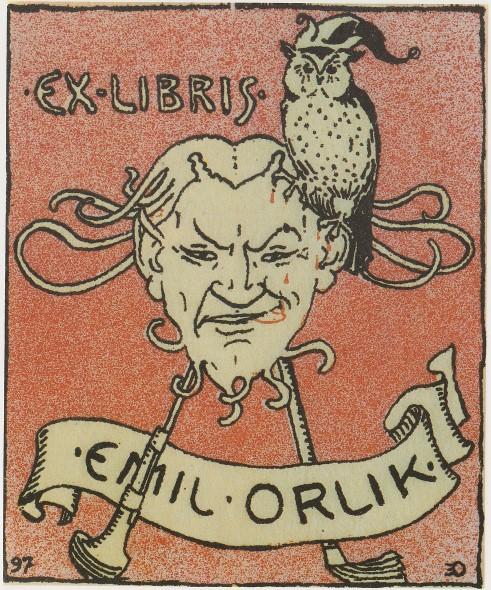
Ex libris, 1897
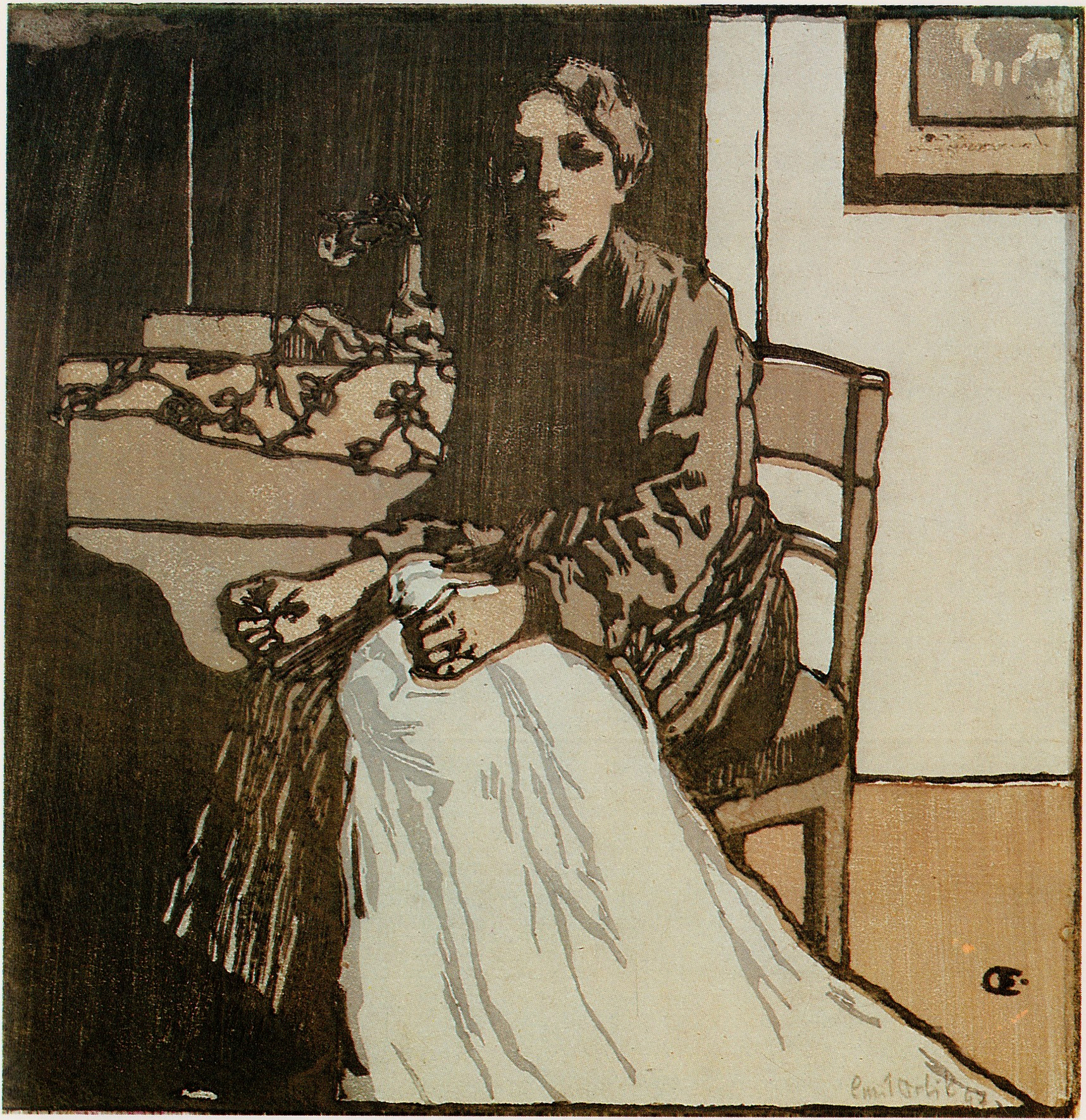
Näherin, 1897
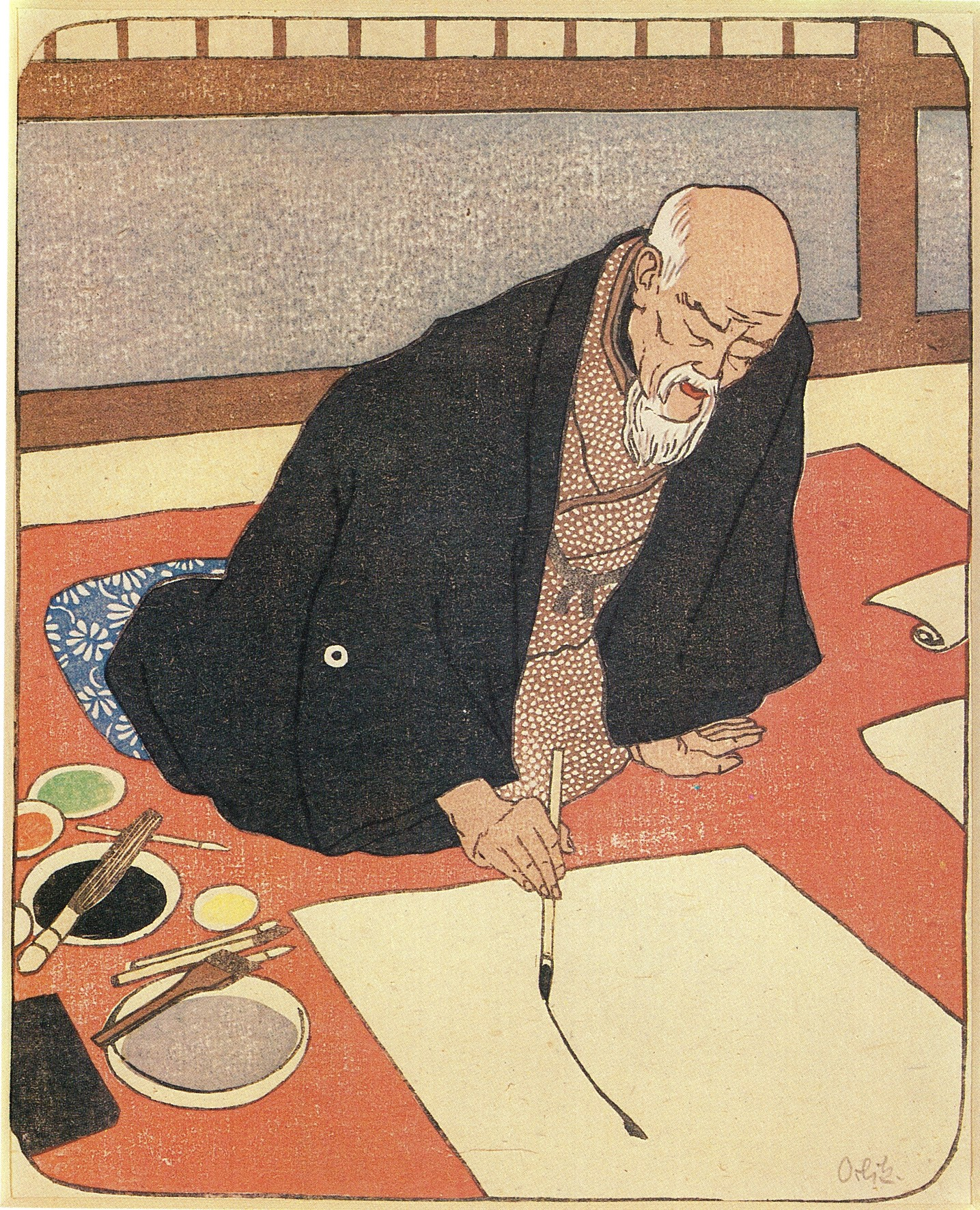
Kanō T.[A 1] 1901
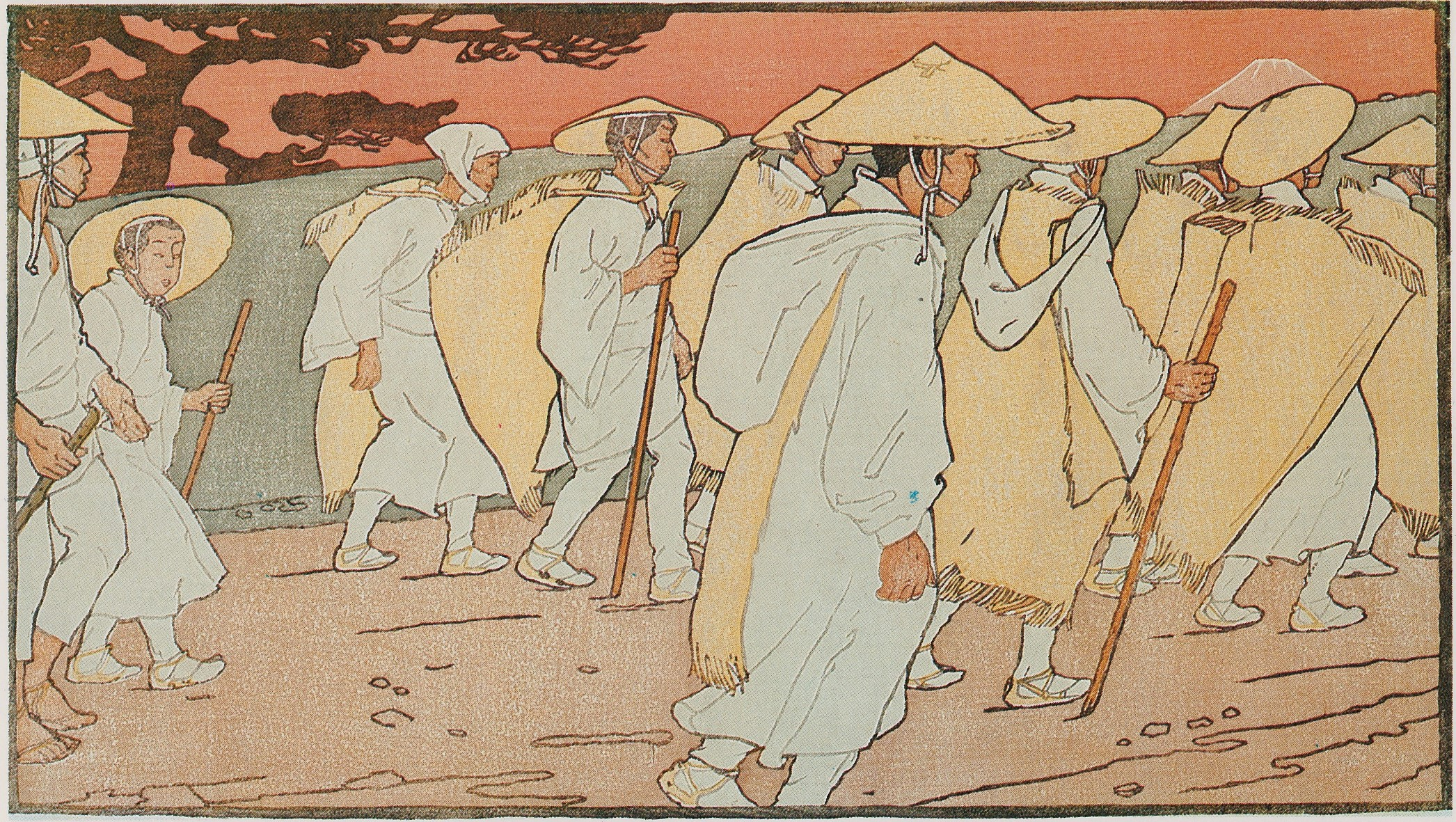
Fuji-Pilger, 1901
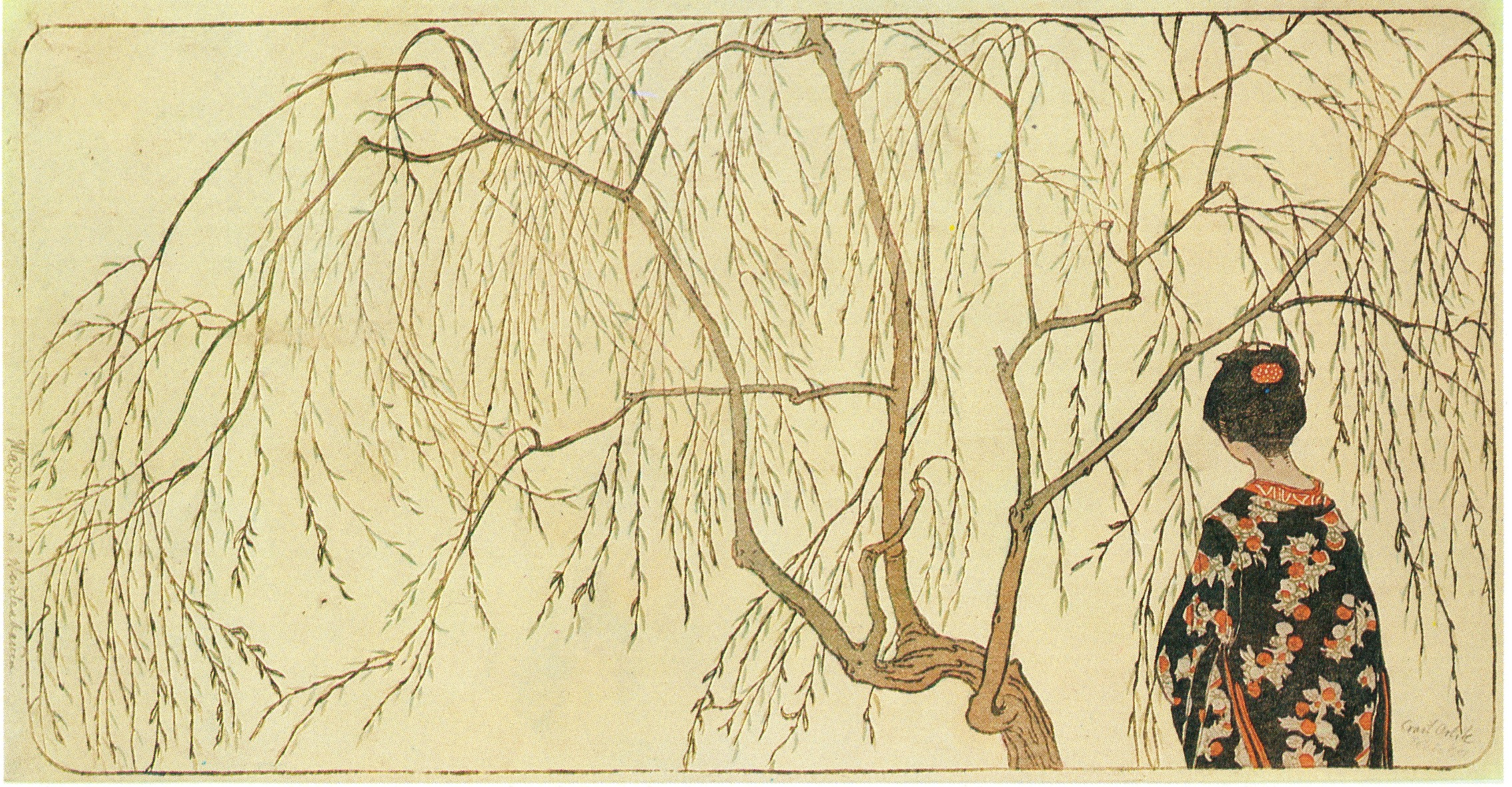
Mädchen unter Weiden, 1901
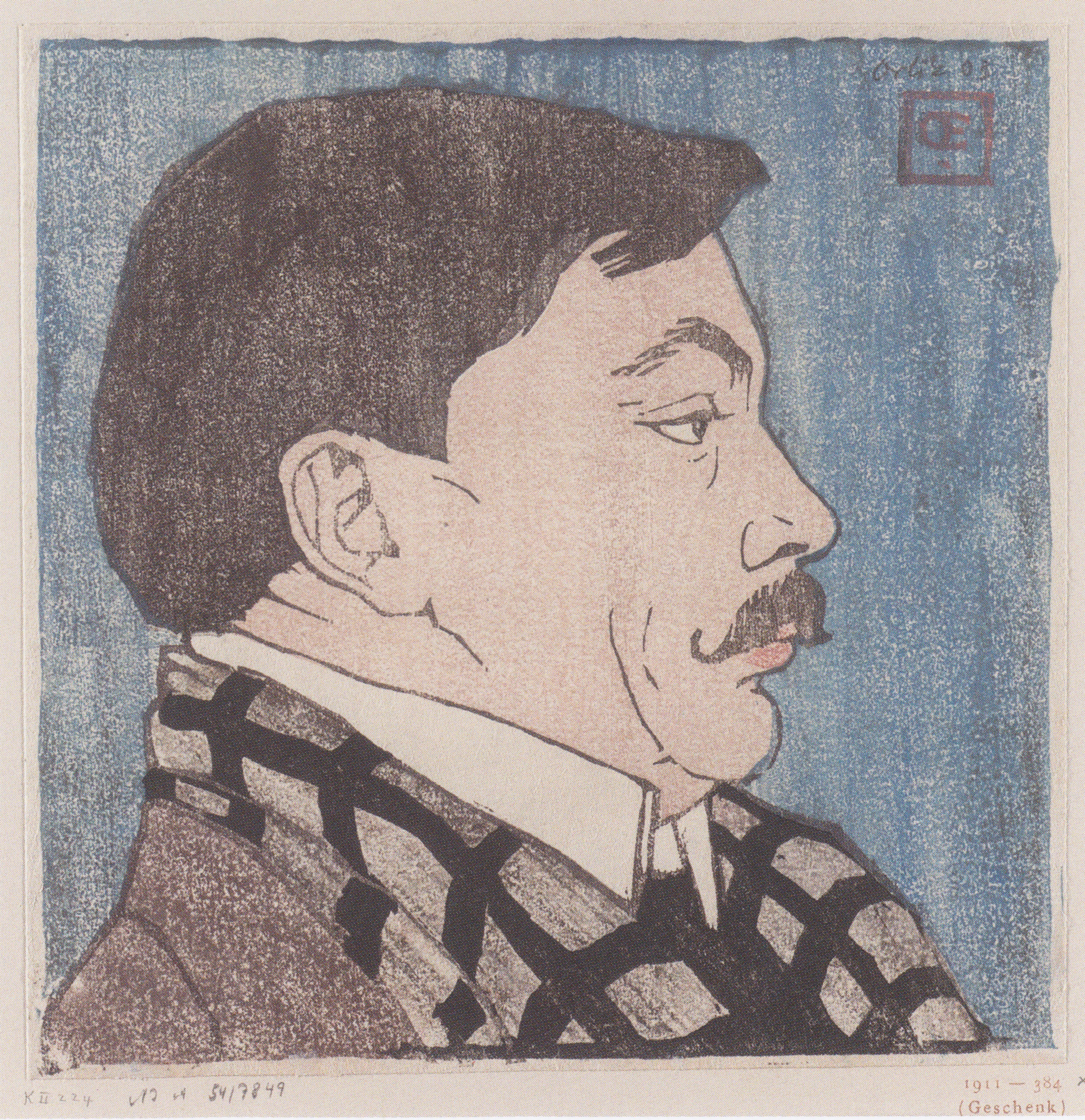
Kolo Moser, 1903
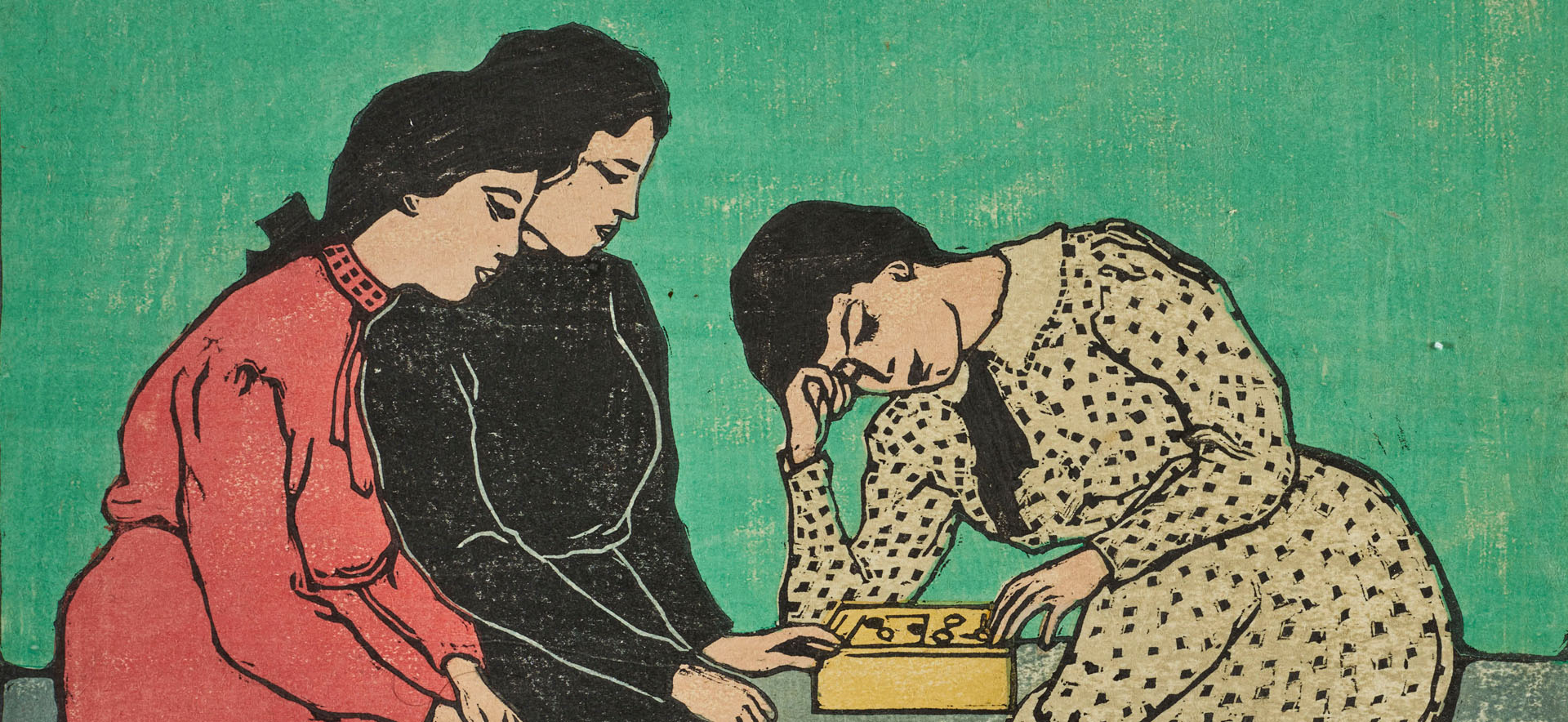
Drei Mädchen beim Brettspiel, etwa 1907
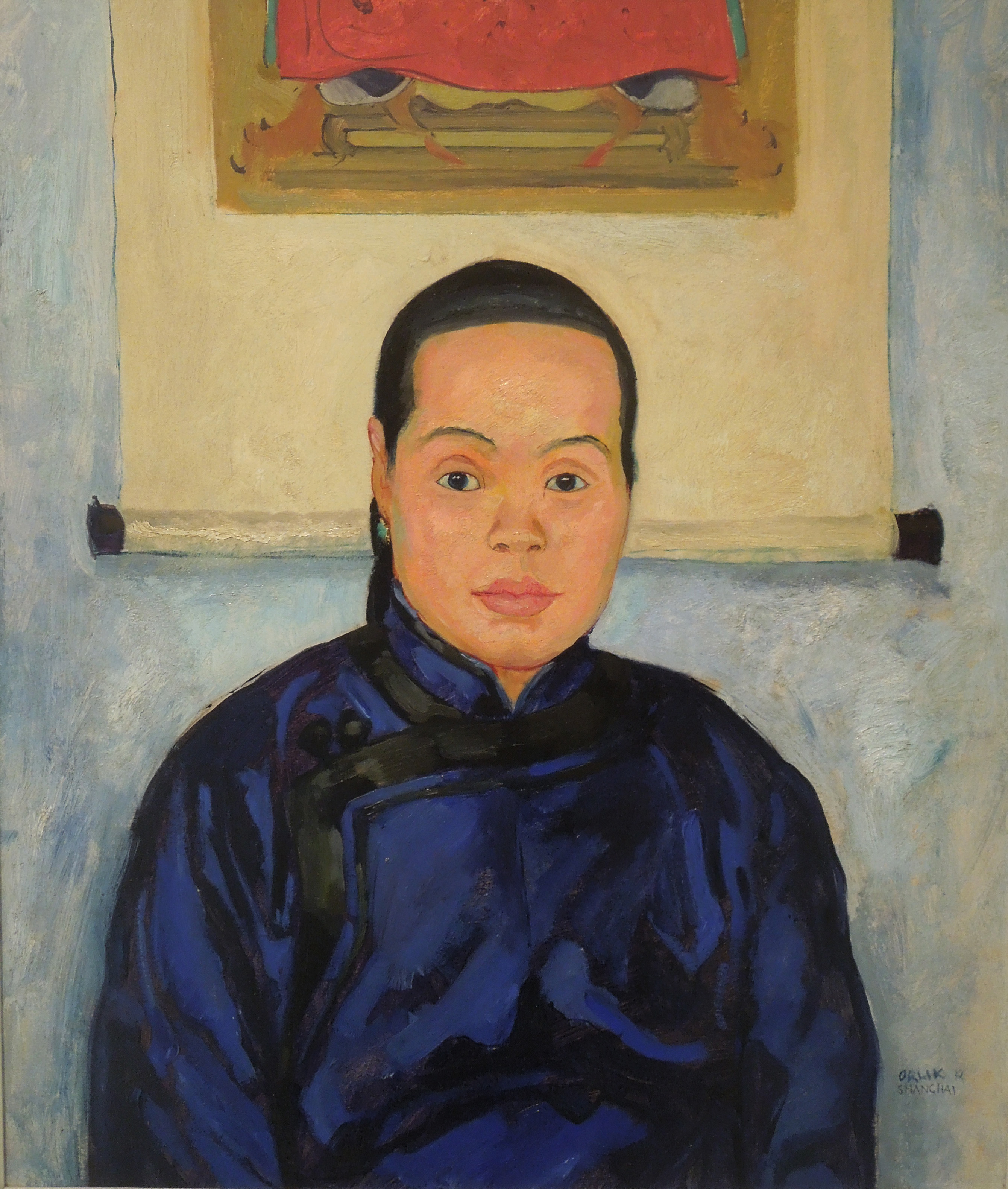
Chinesin, 1912
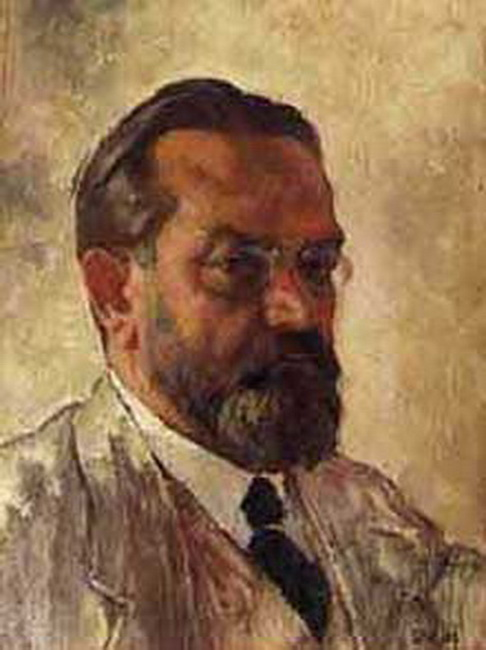
Selbstbildnis, 1920er Jahre

1. ↑  Kanō Tomonobu (狩野 友信; 1843–1912).

## Ausstellungen
- 2012: Emil Orlik. Meistergraphik, Edenkoben, Max Slevogt Galerie Schloss Villa Ludwigshöhe
- 2012:  Wie ein Traum. Emil Orlik in Japan. Museum für Kunst und Gewerbe Hamburg, 12. Oktober 2012–27. Januar 2013
- 2012:  Zwischen Japan und Amerika. Emil Orlik. Ein Künstler der Jahrhundertwende. Kunstforum Ostdeutsche Galerie Regensburg, 18. November 2012–3. Februar 2013
- 2014: Emil Orlik. Zwischen Japan und Amerika. Käthe Kollwitz Museum, Köln, 1. Februar – 27. April 2014[16]
- 2015: Emil Orlik und Japan. Aus dem Land der aufgehenden Sonne. Ausstellung auf Schloss Moyland 23. August bis 22. November 2015.
- 2023: Emil Orlik an Max Lehrs. Künstlerpost aus aller Welt. Kunstforum Ostdeutsche Galerie Regensburg, 31. März – 18. Juni 2023

## Schriften
- Kleine Aufsätze. Einleitung Moritz Heimann. Propyläen, Berlin 1924; urn:nbn:de:hbz:466:1-43543.

## Werkverzeichnis
- Emil Orlik. Das druckgraphische Werk. 4 Bände, hrsg. von Peter Voss-Andreae, Texte von Birgit Ahrens. Deutscher Kunstverlag, München, 2023, ISBN 978-3-422-98841-5.